# هنر هندسی

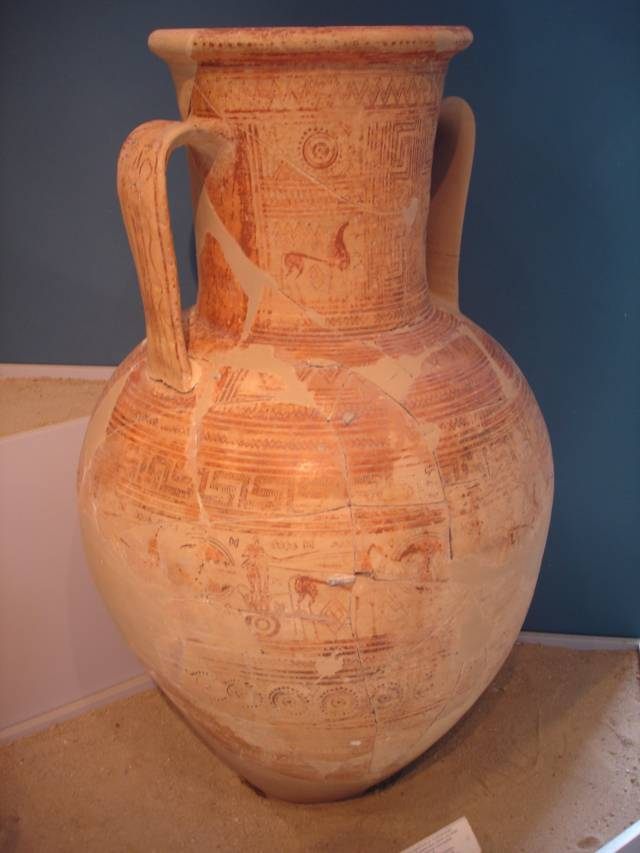

هنر هندسی (به انگلیسی: Geometric art) مرحله‌ای از هنر یونانی که تا اندازه زیادی با نقوش هندسی در نقش‌بندی گلدان‌ها مشخص نمایی شده است و در حدود سالهای ۹۰۰ ق. م. تا ۷۰۰ ق. م. در پایان عصر تاریکی یونان رونق گرفت. مرکز آن در شهر آتن بود و در میان شهرهای تجاری کنار دریای اژه گسترش یافته بود.